# Aeroportul Amami
Aeroportul Amami (IATA: ASJ, ICAO: RJKA) este un aeroport din Amami, Kagoshima, Prefectura Kagoshima, Japonia ce deservește zona Amami Ōshima. Aeroportul a fost tranzitat în 2023 de 864.265 de pasageri. A fost deschis în 10 iulie 1988.
Situat la o altitudine de 4 m, aeroportul dispune de o singură pistă. Este operat de Prefectura Kagoshima.